# Хор „Браћа Барух”
Хор „Браћа Барух” основан је 1879. године и спада међу најстарије постојеће хорове у Србији и међу најстарије постојеће јеврејске хорове на свету. Поред високог музичког квалитета истиче се између осталог по томе што од самог почетка подржавао учешће независно од народности или вероисповести.

## Историјат
Хор „Браћа Барух“ основан је 1879. године у Београду као мушки ансамбл са 21 чланом под називом Прво јеврејско певачко друштво. 1880. године преименован је у Српско-јеврејско певачко друштво, а 1952. године је примио данашњи назив, у спомен на браћу Барух. Од 1899. године хор је мешовит. 1939. године придружио му се Јеврејски академски хор основан 1935.
Током његових више од 140 година постојања, хор су водили познати диригенти попут Петра Димића, Стевана Мокрањца, Јосифа Маринковића, Стевана Христића, Богдана Бабића, Борислава Пашћана, Александра Вујића и Дејана Савића а са њим су наступали истакнути солисти као напр. Бреда Калеф, Душан Цвејић, Ђурђевка Чакаревић, Јадранка Јовановић, Давид Бижић, Славољуб Коцић, Живојин Ћирић. 

## Делатност
Репертоар данашњег мешовитог хора „Браћа Барух“ обухвата духовна и световна дела, како традиционална тако и ауторска дела светских, јеврејских и српских композитора.  Хор је снимио плоће, компакт-диск, записе за радио, телевизију и филм.
Хор наступа редовно у Београду, даје концерте широм света, а учествује на многим домаћим и међународним фестивалима, на којима је више пута награђиван.  Два пута га је одликовало Председништво републике за допринос културној афирмацији земље.

## Дискографија
- Јеврејска духовна музика/Jewish Synagogal Music (1989)
- Јеврејска нардна и свтовна музика/Jewish Traditional And Popular Music (1990)
- Јерусалим од злата/Jerushalahim shel zahav (2007)
- (ансамбл „Српско-јеврејско певачко друштво”: Нешто ново нешто старо (2009))